# Dornier Do Y
Dornier Do Y – niemiecki samolot wojskowy zaprojektowany w zakładach Dornier Flugzeugwerke w latach 30. XX wieku. Cztery maszyny używane były przez Królewskie Jugosłowiańskie Siły Powietrzne.

## Historia
Dornier Do Y był drugim, po Dornier Do P, bombowcem zaprojektowanym w zakładach Dornier Flugzeugwerke. Samolot miał bardzo zbliżoną konstrukcję do jego poprzednika, ale w odróżnieniu od niego miał tylko trzy, a nie cztery silniki (po jednym w każdym skrzydle i jednym w gondoli nad kadłubem). Samolot miał konstrukcję prawie całkowicie metalową, skrzydło w układzie górnopłatu i stałe podwozie klasyczne z kołem ogonowym.
Pierwszy lot maszyny odbył się 17 października 1931. Samolot odbył bardzo długi program testowy przeprowadzony przez Departament Awiacji Reichswehry i został odrzucony jako nieodpowiedni do stawianych przed nim zadań.
W późniejszym czasie kilka maszyn tego typu zostało sprzedanych do Jugosławii, gdzie służyły w tamtejszych siłach powietrznych.